# Inokulum

Posiew redukcyjny inokulum

Inokulum, materiał inokulacyjny – pojęcie o dwóch znaczeniach:
1. W technice laboratoryjnej – próbka mikroorganizmów służąca do założenia kultury komórkowej. Inokulum wprowadzane jest w postaci zawiesiny lub w postaci stałej do podłoża hodowlanego. Inokulum wstępne to wprowadzana do założenia hodowli liczba komórek mikroorganizmów podawana na mililitr pożywki[1].
2. W fitopatologii – ilość żywych patogenów na jednostce powierzchni. Natężenie wielu chorób roślin zależy od wielkości inokulum[2].